# Bicentenario de Chile

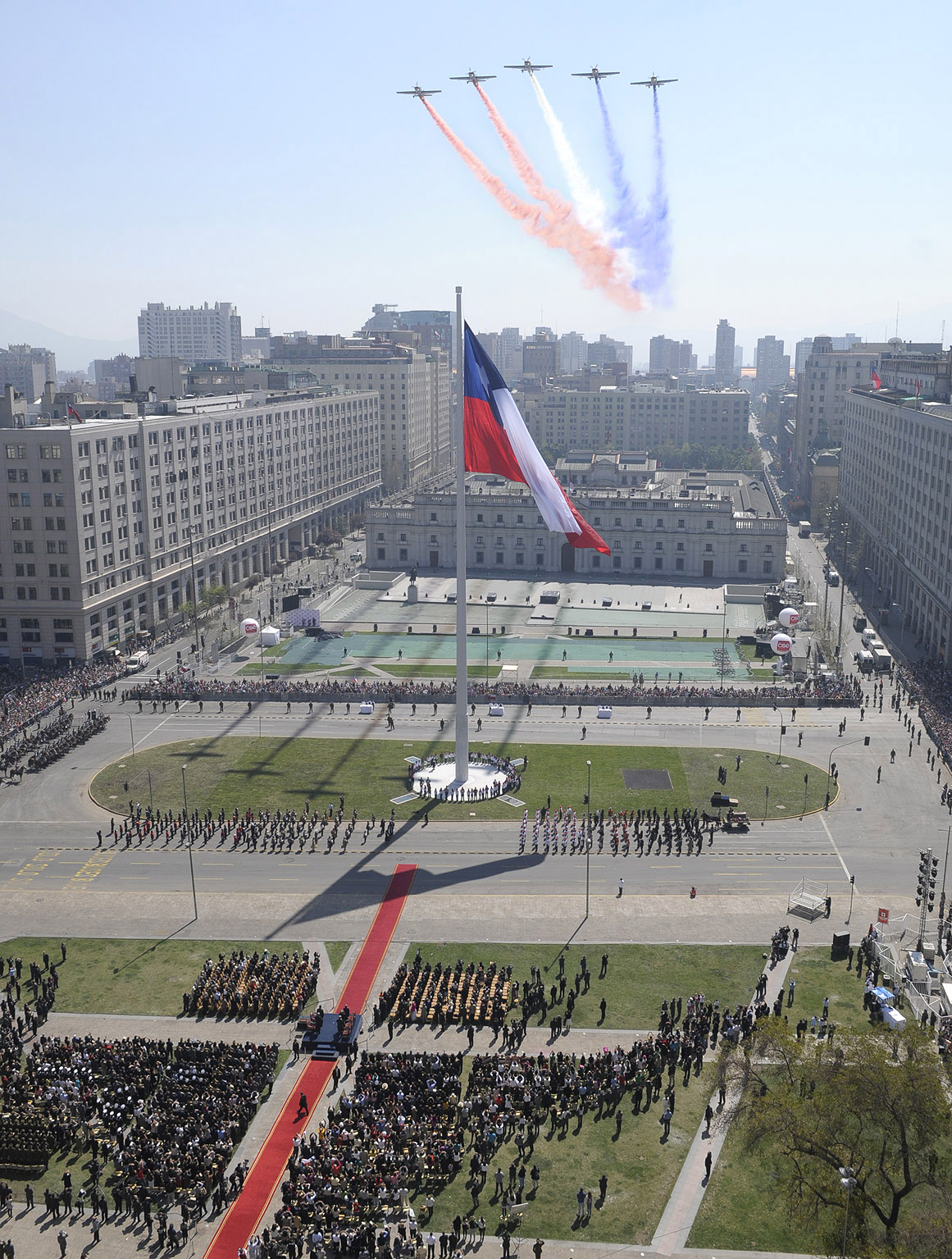
Inauguración de la Bandera del Bicentenario en la Plaza de la Ciudadanía, uno de los principales símbolos conmemorativos.

El Bicentenario de Chile tuvo como fecha el 18 de septiembre de 2010. Su celebración conmemoró los 200 años del inicio del proceso de independencia de Chile, con la instauración de la Primera Junta Nacional de Gobierno el 18 de septiembre de 1810, que luego de casi ocho años, acabaría transformando a Chile en un país independiente de la colonia española. La celebración correspondió a diversas actividades y planes nacionales que se fueron preparando con varios años de anticipación a nivel gubernamental, por ejemplo, con la creación de la Comisión Bicentenario.

## Historia

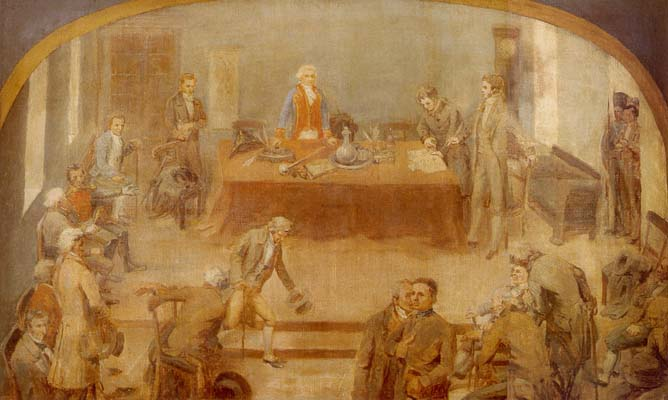
Primera Junta de Gobierno de Chile.

La Primera Junta de Gobierno significó el inicio de la independencia política de Chile. Fue el cuerpo colegiado creado por el cabildo abierto de Santiago, el 18 de septiembre de 1810, con el fin de emprender la organización gubernamental de Chile y tomar medidas para la defensa del gobierno, frente la prisión del rey Fernando VII por Napoleón. Fue la primera forma autónoma de gobierno surgida en el Chile Central, desde su conquista. Como institución, por primera vez permitió el protagonismo de la aristocracia criolla en la vida pública. Este daría inicio al período conocido como la Independencia de Chile.
Durante este importante acontecimiento histórico, se realizaron reformas tales como mejoras en el ejército, la convocación a un Congreso Nacional, la declaración de un libre comercio internacional además de que se estableció comunicaciones con la Junta de Buenos Aires, en Argentina. Los posibles miembros de la junta habían sido elegidos cuidadosamente por los integrantes del Cabildo de Concepción, con el fin de representar en la persona de cada uno de ellos a cada sector de la sociedad, asegurando así la mantención de un cierto equilibrio. Todos ellos fueron aceptados por aclamación por los vecinos presentes. El presidente de la 1.ª Junta fue el militar Mateo de Toro y Zambrano.

## Logotipo

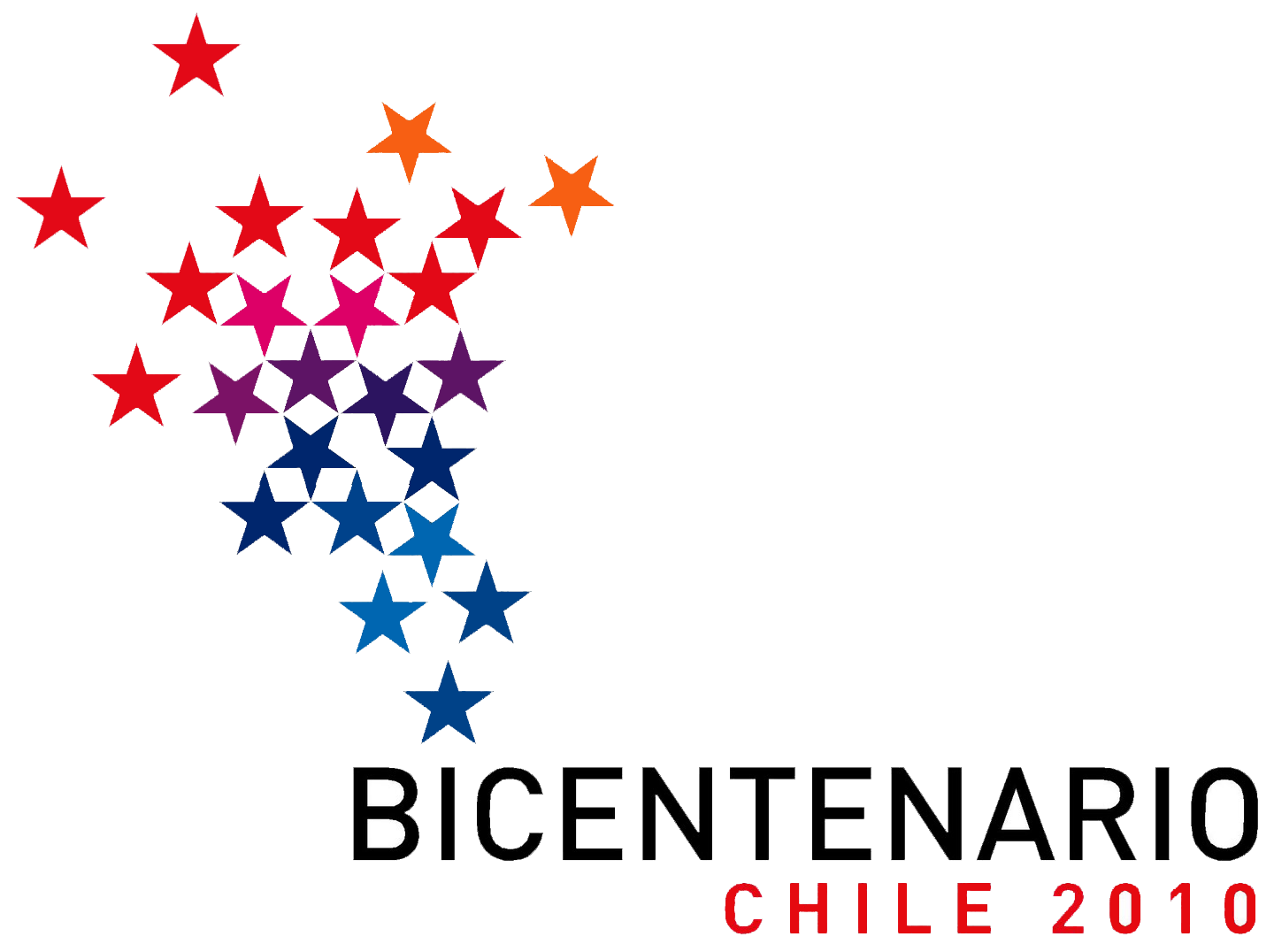
Logotipo del Bicentenario de Chile.

El logo Bicentenario fue desarrollado en 2007, a través de un trabajo conjunto con la agencia de publicidad «Lowe Porta». Se determinó la necesidad de crear una nueva imagen corporativa Bicentenario que proyectara los conceptos de conmemoración y encuentro y resaltara valores como la inclusión y el optimismo. Por otra parte, el estudio planteó la necesidad de utilizar un símbolo que representara la identidad nacional, siendo la estrella la que generaba más consenso.
El conjunto de estrellas utilizadas representa, de manera abstracta, a América Latina y, al mismo tiempo, un estallido de alegría, festejos y optimismo. Es por esto que parte con colores fríos (azul), para terminar en tonalidades más cálidas (rojo). Por otra parte, el uso de diversos colores busca reflejar conceptos como diversidad e inclusividad, puesto que todos están invitados a participar de esta conmemoración.

## Legado Bicentenario
En el primer gobierno de Sebastián Piñera (2010-2014) el «Legado Bicentenario» consistió en la construcción o recuperación de 100 obras a lo largo y ancho del país: 94 proyectos específicos, y 6 proyectos nacionales. Estas obras se categorizaron en 6 ejes: rescate patrimonial; espacios cívicos y parques urbanos; espacios culturales; centros deportivos y grandes obras de infraestructura.
Obras, proyectos y programas del gobierno destacados que se inauguraron con el bicentenario entre 1990 y 2010, fueron:
- Bandera Bicentenario
- Cápsula Bicentenario
- Teatro Teletón
- Centro Cultural de la Embajada de Chile en Argentina
- Centro Cultural Gabriela Mistral
- Cicloparque Mapocho 42K
- Costanera de Punta Arenas
- Ciudad Parque Bicentenario
- Corredor Los Libertadores (Ruta CH-60)
- Costanera de Villarrica
- Eje Bicentenario en Concepción
- Encuentros Chile+Cultura
- Mejoras en el Coliseo Central del Estadio Nacional
- Museo Arte de Luz
- Museo de la Memoria y los Derechos Humanos
- Museo Nacional Ferroviario Pablo Neruda
- Parque Bicentenario (Vitacura)
- Parque Bicentenario de la Infancia
- Parque Bicentenario de Concepción
- Parque Cultural de Valparaíso
- Parque Eco-Cultural Quebrada Verde
- Parque Fluvial Padre Renato Poblete
- Parque Tecnológico
- Paseo Peatonal Libertad en Valdivia
- Patio de los Disidentes del Cementerio General de Santiago
- Plan Maestro de Ciclorutas
- Programa Nacional de Centros Culturales
- Programas de Desarrollo de Humanidades, Artes y Ciencias Sociales
- Puerto Pesquero Artesanal de Coquimbo
- Reacondicionamiento de la Catedral de Santiago
- Recuperación del borde costero de Antofagasta
- Remodelación del Parque Quinta Normal
- Recuperación del paseo peatonal Wheelwright en Caldera
- Red de Estadios Bicentenario
- Red de fibra óptica en la Región de Aisén
- Red Digital Rural
- Remodelación de la Plaza de Armas de Talca
- Remodelación del Aeropuerto Chacalluta
- Restauración y habilitación de las oficinas salitreras Humberstone y Santa Laura
- Ruta Patrimonial Gabriela Mistral en la Región de Coquimbo
- Sendero de Chile
- Sistema Satelital de Observación Terrestre (SSOT)
- Teatro Regional del Maule
- Trienal de Chile 2009
- V Congreso Internacional de la Lengua Española

### Sellos postales

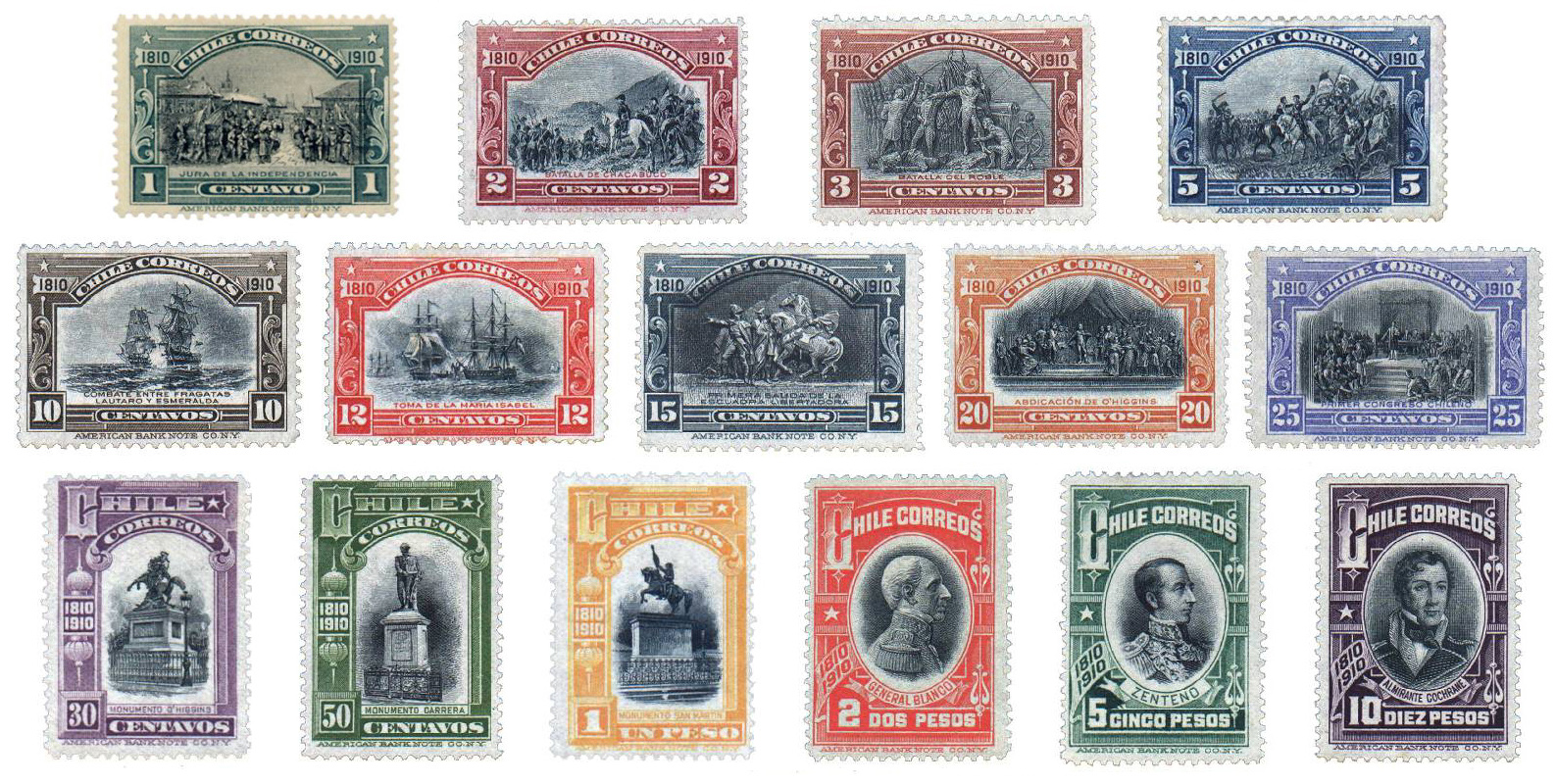
Estampillas conmemorativas del Centenario de Chile, las cuales fueron rediseñadas y reimpresas en 2009.

La empresa Correos de Chile inició en 2008 un concurso público para diseñar los sellos postales conmemorativos del Bicentenario. Los concursantes fueron repartidos en 4 categorías: Enseñanza Básica, Enseñanza Media, Enseñanza Superior y Artista Visual. Los diseños ganadores fueron presentados en 2009, y fueron creados por Andrea Barreda (Enseñanza Básica), Javiera Monreal (Enseñanza Media), Joshua Arévalo (Enseñanza Superior), y Patricio Díaz (Artista Visual). La serie Estampillas del Bicentenario fue lanzada oficialmente el 15 de octubre de 2009.
El 20 de abril de 2009, Correos de Chile lanzó una emisión especial de los 15 sellos que fueron utilizados para las celebraciones del Centenario de Chile. En esta ocasión, las estampillas fechadas en 1910 contenían el logo oficial del Bicentenario, y su valor actual en pesos chilenos, correspondiente a $ 310. La serie tuvo un tiraje de 30 000 ejemplares.Junto a los 15 sellos del Centenario, se agregó una estampilla que contiene solamente el logotipo oficial de las festividades del Bicentenario.

### Medalla
La Casa de Moneda de Chile acuñó una medalla de forma ovalada. Diseñada por la artista Verónica Astaburuaga. En el anverso se encuentra el logo del bicentenario y en el reverso un mapa de Chile en el que además se representa el Océano Pacífico, la Cordillera de los Andes y la cruz andina. Hay dos versiones de la medalla, una de plata y otra de bronce.

## Iniciativas no gubernamentales

### Privados

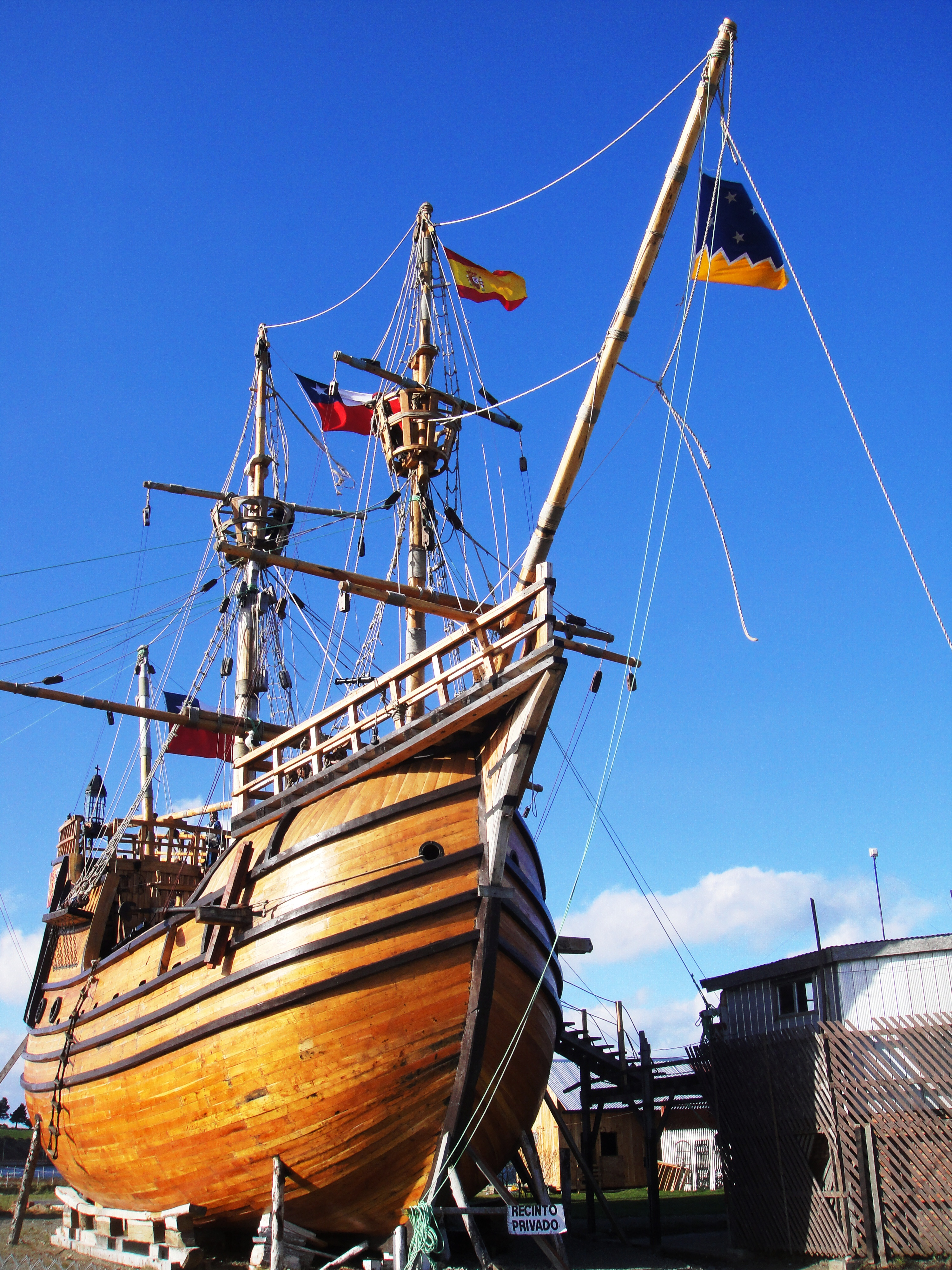
Réplica de la Nao Victoria de Hernando de Magallanes, barco del descubrimiento de Chile.

Ha sido notable también la cantidad de proyectos nacionales impulsadas por el sector privado, que buscan destacar en la celebración. Algunas de estas iniciativas son:
- El edificio Titanium La Portada, inaugurado el 3 de mayo de 2010, es el primer edificio de 200 metros de altura construido en Chile por privados (Inmobiliaria Titanium) y que no sufrió ningún daño estructural con el terremoto del 27 de febrero.
- Réplica de la Corbeta Esmeralda en Iquique, con un aporte de US$3 millones de Minera Collahuasi.[11]
- Playa Artificial en Antofagasta (sector de La Chimba), financiada por Minera Escondida, la que además invertirá en potabilización del agua en zonas rurales y erradicación de campamentos, entre otros proyectos.[11]
- La construcción del rascacielos más alto del país y Latinoamérica, la Gran Torre Santiago, del grupo Cencosud, en Providencia, Santiago.[11]
- Vino Reserva Bicentenario, de Viña Casa Donoso.[11]
- Inversión de US$8 millones en el Teatro del Lago de Frutillar, el cual tendrá una cúpula de cobre, 1200 butacas y 8 salas de reuniones.[11]
- Colector para el río Mapocho, en el cual Aguas Andinas invertirá US$113 millones.[11]
- Exposición "Lágrimas de Luna" (joyas mapuches) en Nueva York en 2009, inaugurada por CMPC y El Mercurio.[11]
- Donación de mil bibliotecas para colegios y universidades públicas por parte de la Cámara Chilena de la Construcción, la Pontificia Universidad Católica y la Dirección de Bibliotecas, Archivos y Museos.[11]
- Estreno de la ópera Las tres coronas del marinero en el Teatro Municipal.[11]
- Chile en cuatro momentos, proyecto de la Universidad de los Andes, El Mercurio y Enersis, que consiste en una serie de 16 libros que retratan la vida cotidiana en diferentes etapas de la historia de Chile (1710, 1810, 1910 y 2010).[11]
- Evangelio de Chile, escritura en manuscrito del Nuevo Testamento por chilenos, iniciativa de la Conferencia Episcopal de Chile y de la Misión Continental.[12]
- Bicentenario Ciudadano y Popular, es una iniciativa de la sociedad civil que en forma autónoma y autogestionada se encuentra realizando actividades de la Conmemoración del Bicentenario de Chile, durante los meses de agosto y septiembre.[cita requerida]
- Espectáculo "Pura Energía, Puro Chile", financiado por el Grupo CGE y realizado en el Palacio de La Moneda entre el 16 y el 21 de septiembre.
- Réplica de la Nao Victoria, se construyó por un microempresario en Punta Arenas a orillas del Estrecho de Magallanes con US$ 300.000[13]

### Televisión
Diversos canales de televisión chilenos han puesto en pantalla espacios dedicados a conmemorar esta fecha. Entre estos se cuenta Canal 13, "El canal del bicentenario siempre" (Bicentenario Canal 13, los chilenos tal cual somos) con el segmento Flor de País que consta de diferentes programas de corte documental el cual duró del 2005 al 2006. También ha puesto al aire la serie de telefilmes Héroes en que se retrata la vida de chilenos que han jugado un papel importante en la Independencia de Chile y la construcción de la identidad país. Otros programas de Canal 13 que poseen el sello Bicentenario de la televisora son: Los 80, Canción Nacional, Apasionados, Recomiendo Chile, Mi Mundo Privado, Santiago no es Chile, La huella de Beaucheff, Perspecplejia, Voy y vuelvo, Réquiem de Chile, Descorchando Chile, y en 2011, Océano, Chile frente al mar. El canal también lleva a cabo el proyecto Todos Uno, que trata de recuerdos, mensajes, entrevistas que serán guardados en una cápsula del tiempo, la cual será abierta para el Tricentenario de Chile en el año 3010. 
Televisión Nacional de Chile (TVN Chile 200 años) entró a este ámbito con programas como Chile Elige, Hora 25, Grandes Chilenos de Nuestra Historia (basado en el formato de la BBC 100 Greatest Britons), Epopeya, Algo habrán hecho por la historia de Chile y la telenovela Martín Rivas (basado en la novela de Alberto Blest Gana).
Por su parte, Chilevisión optó por generar microespacios, series-documentales y telenovelas que cuentan en simples palabras hitos de los 200 años de vida independiente del país. Uno de ellos es denominado como Postales, los microespacios se transmitían diariamente por la señal privada y poseían una duración cercana al minuto y medio. También se emitió la serie Cartas de mujer que relató la historia de mujeres famosas de la historia de Chile y 12 días que estremecieron a Chile, una serie unitaria de doce capítulos donde narran acontecimientos más importantes del último tiempo. En telenovelas, se conmemoró con Manuel Rodríguez, basada en la vida del prócer de la patria chilena y La Doña, basada en la vida de La Quintrala. 
La Red emitió desde 2008 el microespacio Agenda Bicentenario, que exhibe diferentes lugares significativos en la historia de Chile.
Mega programó para el segundo semestre de 2010 el estreno de la miniserie Adiós al Séptimo de Línea, basada en el libro homónimo de Jorge Inostroza y El niño rojo en 2014 sobre la vida de Bernardo O'Higgins.

## Otros acontecimientos del año del Bicentenario
El 2010 fue un año que trajo importantes cambios y acontecimientos a Chile, entre ellos:
- La entrada del país a la Organización para la Cooperación y el Desarrollo Económicos (OCDE), como reconocimiento a los avances logrados por el país y como impulso del desarrollo.[15]
- Un cambio de gobierno que sustituyó por primera vez a la Concertación de Partidos por la Democracia —coalición política que gobernó desde 1990 hasta 2010—, al asumir el ingeniero comercial Sebastián Piñera como el primer presidente de derecha desde la presidencia de Jorge Alessandri, en 1958.[16]
- Un fuerte terremoto de 8.8 grados Richter (según el informe del Servicio Geológico de Estados Unidos) afectó a la zona centro-sur del país (entre las regiones de Valparaíso y La Araucanía) el día 27 de febrero, que dejó importantes consecuencias sociales y económicas.[17]
- 33 mineros quedaron atrapados debido a un derrumbe en el yacimiento San José, en las cercanías de Copiapó, Norte Chico de Chile; a aproximadamente 700 metros de profundidad el día 5 de agosto, dando señales de vida dos semanas después (22 de agosto).[18]Para el bicentenario, ya estaba en marcha el plan de rescate que concluiría exitosamente el 13 de octubre de ese año, con la extracción de todos los mineros atrapados; esta operación fue televisada por medios de todo el mundo y se estima que fue vista por más de mil millones de personas.
- El final de la crisis económica, con crecimiento positivo del PIB y el retorno a ser una de las economías más dinámicas de la región a pesar del terremoto.[19]
- La celebración por segunda vez en el país del Rally Dakar en febrero, conjuntamente con Argentina.[20]
- El retorno de la selección chilena al mundial de fútbol, después de dos celebraciones sin participar; 2002 y 2006.[21]
- Los inicios de transmisiones de Televisión Digital Terrestre (TDT) en el país, utilizando la norma japonesa.[22]
- La elección de construir el E-ELT, el telescopio más grande del mundo, en el país por el consejo de la Organización Europea para la Investigación Astronómica. Juntamente con el ALMA, dejó a Chile como el país líder mundial en observación astronómica.[23]
- En la Primera División de Chile de fútbol, el club Universidad Católica se consagró campeón por décima vez del Torneo Oficial, siendo así denominado el «Campeón del Bicentenario»[24]y convirtiéndose en el primer equipo en levantar el nuevo trofeo de dicho campeonato: el «Huemul de Plata».

## Controversias

### Fecha de conmemoración
Algunos sectores habían criticado que se celebrara el Bicentenario de Chile en 2010, pues el país logró su real independencia el 12 de febrero de 1818, fecha en que Bernardo O'Higgins aprobó la llamada «Acta de Independencia».
A lo anterior se respondió de manera gubernamental, aduciendo que en 1910 se celebró el Centenario de Chile, bajo las presidencias de Pedro Montt (fallecido en ejercicio el 16 de agosto de 1910), Elías Fernández Albano (interino), Emiliano Figueroa Larraín (interino) y Ramón Barros Luco. Debido a aquello, realizar la celebración del Bicentenario por la creación de la Junta de Gobierno del año 1810 sería una mera continuidad histórica.
Las regiones de Arica y Parinacota, Tarapacá y Antofagasta se enfrentaron a un error histórico, ya que celebraron los 200 años, perteneciendo sólo 130 años a Chile, ya que hasta 1884 formaban parte del territorio peruano (Arica y Parinacota, Tarapacá) y boliviano (Antofagasta).
La Región de La Araucanía también entró en esta controversia, ya que el proceso de incorporación de la Araucanía a la República de Chile fue posterior a la Declaración de Independencia, por ejemplo Angol se anexó en 1862, Los Sauces en 1874, entre otras.

### Otras fechas relativas a la independencia
En los primeros años de vida independiente de Chile, existían varias fechas oficiales de celebración de la Independencia, las cuales fueron:
- Aniversario de la Declaración de Independencia (12 de febrero): Este feriado fue eliminado por varios motivos (entre otros, problemas de presupuesto y la cercanía con el Carnaval); un decreto de gobierno del 8 de febrero de 1837 redujo la fiesta del 12 de febrero a salvas de cañonazos y repique de campanas, con el propósito declarado de celebrar una sola fiesta cívica. En pocos años, cayó en el olvido.
- Aniversario de la Batalla de Maipú (5 de abril): No se ha encontrado la norma que establece oficialmente este feriado, pero se sabe que se observó en 1819, posiblemente en 1820, en 1821, en 1822 (trasladada al 17 y 18 de abril, pues el Viernes Santo cayó el 5 de abril), posiblemente en 1823 y en 1824. La norma sobreviviente más antigua que lo menciona es un decreto de gobierno del 20 de julio de 1823, que determina quién debe predicar los sermones en las festividades nacionales y explícita que éstas son el 12 de febrero, el 5 de abril y el 18 de septiembre. Esta fiesta perdió importancia rápidamente; otro decreto de gobierno, del 14 de agosto de 1824, lo elimina diciendo que las fiestas nacionales son el 12 de febrero y el 18 de septiembre.
- Día de la Independencia Nacional (18 de septiembre): El feriado del 18 de septiembre, el principal día de las Fiestas Patrias, es observado desde 1811, excepto durante el período de restauración monárquica; al principio tenía un significado muy distinto al actual: se celebraba la formación en 1810 de la primera Junta Nacional de Gobierno, leal al Rey de España. Pasó a conmemorar la independencia de Chile después de la eliminación de los feriados del 12 de febrero y del 5 de abril, y en torno a este se desarrolló el concepto de "fiestas patrias" durante el siglo XIX; recién en 1915 se empieza a conmemorar oficialmente la independencia. Tal como ocurre con el Aniversario de la Batalla de Maipú, no se ha encontrado el decreto que establece inicialmente este feriado.